# 天门山杜鹃
天门山杜鹃（学名：Rhododendron tianmenshanense），为杜鹃花科杜鹃花属常绿杜鹃组大理杜鹃花亚组下的一个植物种。天门山杜鹃是湖南省森林植物园、中南林业科技大学、天门山国家森林公园于2006年合作研究发现并用“天门山”命名的植物新种。该种与雪山杜鹃（R. aganniphum Balf. f. & K. Ward）相似，又有很大差异，叶为长圆状椭圆形, 叶背具两层毛被, 上层为银白色短绒毛。